# Норт Стар (Охајо)
Норт Стар (енгл. North Star) град је у америчкој савезној држави Охајо.

## Демографија
По попису из 2010. године број становника је 236, што је 27 (12,9%) становника више него 2000. године.
| Група             | 2000.       | 2010.        |
| Белци             | 208 (99,5%) | 236 (100,0%) |
| Афроамериканци    | 0 (0,0%)    | 0 (0,0%)     |
| Азијати           | 1 (0,5%)    | 0 (0,0%)     |
| Хиспаноамериканци | 0 (0,0%)    | 0 (0,0%)     |
| Укупно            | 209         | 236          |